# Anolis chlorocyanus
Anolis chlorocyanus este o specie de șopârle din genul Anolis, familia Polychrotidae, descrisă de Auguste Henri André Duméril și Bibron 1837.

## Subspecii
Această specie cuprinde următoarele subspecii:
- A. c. chlorocyanus
- A. c. cyanostictus